# Васил Димитров
Проф. Васил Димитров Георгиев е български актьор и педагог. Почетен професор на НБУ.

## Биография
Роден е на 12 август 1934 г. в София. Завършва актьорско майсторство през 1958 г. във ВИТИЗ „Кръстю Сарафов“ в класа на проф. д-р Кръстю Мирски.
Назначен е в Драматичен театър „Адриана Будевска“ – Бургас (1958 – 1961), а след това в Народен театър за младежта в София (1961 – 1966). Следват тридесет сезона в Нов драматичен театър „Сълза и смях“ (от 1966) и в Театър 199.
Член на СБФД и САБ.
Носител е на множество награди, между които Аскеер.
Участва в организирания от „Лятна академия за изпълнителски изкуства“ международен симпозиум на тема „Настоящето като трансмисия на паметта от минало към бъдеще“ през септември 1997 г. – I част, а през 1998 г. II – част.
След 2001 г. става преподавател в департамент „Театър“ на Нов български университет. Има публикации в български вестници и списания.
Режисьор и ръководител на проекти на студенти от програма Театър на БФ на НБУ.
Умира на 21 ноември 2019 г.

## Награди и отличия
- Заслужил артист (1985).
- Орден „Кирил и Методий“ I ст. (1984).
- Орден „Кирил и Методий“ II ст. (1980).
- Аскеер за мъжка роля за ролята на Чебутикин в „Три сестри“ на Чехов (1999).
- Награда за мъжка роля в „Гълъбът“.
- Награда за мъжка роля в „Искрици от огнището“.
- Награда за мъжка роля в „Страстната седмица“.
- Награда за мъжка роля за Креон в „Антигона“ на Жан Ануи на фестивала за камерни форми във Враца.

## Театрални роли
- „Гълъбът“ (2001)
- „Три сестри“ (2001) (А. П. Чехов)
- „Този безумец Платонов“ (А. П. Чехов)
- „Антигона“ (Жан Ануи) – Креон
- „Врагове“ (Максим Горки)
- „Последните“ (Максим Горки)
- „Солунските съзаклятници“ (Георги Данаилов)
- „Несериозна комедия“ (Георги Данаилов)
- „Есента на един следовател“ (Георги Данаилов)
- „Съдията и жълтата роза“ (Георги Данаилов)
- „Светът е малък“ (Иван Радоев) – Иван
- „Журналисти“ (Александру Миродан) – Леу
- „Напразни усилия на любовта“ (1963) (Уилям Шекспир)
- „Росмерсхолм“ (Хенрик Ибсен)
- „Дон Жуан в Ада“
- „Адската машина“ (Жан Кокто)
- „Соло дует“ (Том Кемпински)
- „Аз, Фойербах“ (Танкред Дорст)
- „Ужасните родители“ (Жан Кокто)
- „Жена за Толстой“
- „Трамвай Желание“ (Тенеси Уилямс)
- „Почивка в Арко Ирис“ (Димитър Димов)
- „Щедра вечер“ (Владимир Блажек)
- „Ричард II“ (Уилям Шекспир)
- „Унижените и оскърбените“ (Фьодор Достоевски)
- „Лофтър“ (Гюнтер Вайзенборн)
- „Ангела“ (Георгиос Севастикоглу)
- „Сизиф и смъртта“ (Робер Мерл)
- „Чудак“ (Назъм Хикмет)
- „Всяка есенна вечер“ (Иван Пейчев)[3].

## Телевизионен театър
- „Полунощ след 5 минути“ (1966) (Ян Солович) - началник гара
- „Извънреден посланик“ (1966) (Ариадна и Пьотр Тур)
- „Искрици от огнището“ (1967) (Николай Хайтов)
- „Светът е малък“ (1968) (Иван Радоев)
- „Митрофан и Дормидолски“ (1970) (Иван Вазов)
- „Белият лъч“ (1970) (Олга Кръстева) - алхимикът и хазяинът на Йоханес
- „Сид“ (1971) (Пиер Корней)
- „Тайната на младостта“ (1972) (Миклош Дярваш)
- „Смърт сутринта“ (1973) (Клаус Айдман)
- „Змейова сватба“ (1973) (Петко Тодоров)
- „Банята“ (1974) (Стефан Шечерович)
- „Крепостта на безсмъртните“ (1975) (Светослав Славчев)
- „Нос“ (1975) (Николай Гогол) – Иван Яковлевич, бръснар
- „Хладилник с педали“ (1975) (Веркор и Чоронел)
- „Сто години самота“ (1976) (Габриел Гарсия Маркес)
- „Едно момче ходи по вълните“ (1977) (Михаил Величков)
- „Кукла от легло 21“ (Джордже Лебович) (1978)
- „Страстната неделя“ (1978) (от Павел Павлов, реж. Павел Павлов) - владиката
- „Арсеник и стара дантела“ (от Джоузеф Кесълринг, реж. Асен Траянов)
- „Милионерът“ (от Йордан Йовков, реж. Младен Младенов)
- „Прекрасната свинарка“ (1980) (Марти Ларни)
- „Това ли е Атлантида ?“ (1980) от (Владимир Голев), 2 части
- „Червено и кафяво“ (1982) от (Иван Радоев)
- „Процесът“ (1982) (Ричард Уевърли)
- „Разплата“ (1982) (Алфред дьо Вини)
- „Сочно филе за Фрекен Авсениус“ (1982) (Свен Огорд), 2 части
- „Лунният камък“ (1982) (Уилки Колинс), 3 части
- „Съдията и жълтата роза“ (от Георги Данаилов, реж. Маргарита Младенова) (1984)
- „Стълбата“ (Самуил Альошин) (1986)
- „Йоан Кукузел“ (Делка Димитрова), 2 ч. (1987)
- „Делото „Опенхаймер“ (Хайнер Кипхарт), 2 ч. (1988)
- „Песен за сбогуване“ (Петър Анастасов) (1988)
- „Мариела“ (Йордан Попов) (1988)
- „Милионерът“ (1988), 2 части (от Йордан Йовков, реж. Павел Павлов) - бай Таско
- „Крадецът на тролейбуси“ (от Георги Данаилов) (1990)

## Филмография
| Година      | Филми и Сериали                                                                          | Серии  | Копродукции      | Роля                                                          |
| ----------- | ---------------------------------------------------------------------------------------- | ------ | ---------------- | ------------------------------------------------------------- |
| 2018        | Smart Коледа                                                                             |        |                  | фотографът                                                    |
| 2015        | Бартер                                                                                   |        |                  | старецът                                                      |
| 2014        | Знакът на Българина: Кървавият код (тв сериал)                                           | 6      |                  | попът                                                         |
| 2010        | Станка се прибира в къщи                                                                 |        |                  | Стамен                                                        |
| 2008        | Преследвачът (тв)                                                                        |        |                  | хорист-пенсионер                                              |
| 2006        | Бунтът на Л                                                                              |        |                  | Бащата                                                        |
| 2005        | Ерудитъ 1928                                                                             |        |                  | шивачът                                                       |
| 2004        | Ганьо Балкански се завърна от Европа (тв сериал)                                         | 4      |                  | мажордом (в 1 серия: IV)                                      |
| 2003        | Крака за милиони                                                                         |        |                  |                                                               |
| 2000        | Пансион за кучета                                                                        |        |                  | цигуларят                                                     |
| 1999        | Дунав мост (тв сериал)                                                                   | 7      |                  | доктор                                                        |
| 1999        | Сламено сираче (тв сериал)                                                               | 5      |                  | Недялков                                                      |
| 1995 – 2000 | Съботна история („L'histoire du samedi“) (тв сериал)                                     | 82     | Франция          | лекар (в „Пастьор, 5 години на ярост“)                        |
| 1994        | Игра на челик                                                                            |        |                  |                                                               |
| 1994        | Престъпление от страст алтернативно заглавие: Престъпление от любов (Delitto passionale) |        | Италия           | криминалния лекар                                             |
| 1993        | La donna e mobile                                                                        |        |                  | свещеникът                                                    |
| 1993        | Жребият (тв сериал)                                                                      | 7      |                  | старецът                                                      |
| 1993        | Берлин’39 (Berlin '39)                                                                   |        | Италия/Франция   | д-р Шулц                                                      |
| 1992        | Аритмия                                                                                  |        |                  | директорът                                                    |
| 1991        | Резерват                                                                                 |        |                  | Милев                                                         |
| 1991        | Дали (Dalí)                                                                              |        | Испания/България | Стравински                                                    |
| 1990        | Омагьосаният замък                                                                       |        |                  | големият брат                                                 |
| ?           | Хора отсреща                                                                             |        |                  |                                                               |
| 1990        | Тишина                                                                                   |        |                  |                                                               |
| 1988        | Вечери в Антимовския хан (тв сериал)                                                     | 2      |                  | дядо Гено                                                     |
| 1988        | Пазачът на планетата (тв сериал)                                                         | 2      |                  | Кавръков, началник на отдел във ведомството                   |
| 1987        | Пет жени на фона на морето                                                               |        | България/Полша   |                                                               |
| 1987        | По здрач                                                                                 |        |                  | Галиев                                                        |
| ?           | Съгласно член 58                                                                         |        |                  |                                                               |
| 1986        | За къде пътувате                                                                         |        |                  | д-р Пенчев                                                    |
| 1986        | Денят на владетелите                                                                     | 2      |                  | Михаил Рангаве, зет на Никифор I Генник (във II-ра част)      |
| 1986        | Делници и празници                                                                       | 5 нов. |                  | вехтошарят ист – Ирнимос Голдщайн (в IV: „Крадецът и кучено“) |
| 1985        | Горещи следи (тв сериал)                                                                 | 4      |                  |                                                               |
| 1985        | Горски хора                                                                              |        |                  | Косатев                                                       |
| 1985        | Тази кръв трябваше да се пролее                                                          |        |                  | Манастирски                                                   |
| 1985        | Константин Философ                                                                       | 2      |                  | византиец                                                     |
| 1985        | Скакалци                                                                                 |        |                  | Никола Проданов                                               |
| 1984        | Нощем с белите коне (тв сериал)                                                          | 6      |                  | Скорчев, сътрудник на Урумов (в 5 серии: I, II, III, IV, VI)  |
| 1984        | В името на народа (тв сериал)                                                            | 8      |                  | полицейският инспектор Гьоргов                                |
| 1984        | Кутията на Пандора (тв)                                                                  |        |                  |                                                               |
| 1983        | Голямата игра (Большая игра) (тв сериал)                                                 | 6      | СССР/България    | Матен, полицейски комисар                                     |
| 1983        | Константин Философ (тв сериал)                                                           | 6      |                  | византиец                                                     |
| 1983        | Арис (тв)                                                                                |        |                  | Генов, бащата на Еми                                          |
| 1982        | Човек не съм убивал                                                                      |        |                  |                                                               |
| 1982        | Среща на силите                                                                          |        |                  | Исмаил ага                                                    |
| 1982        | Признавам всичко                                                                         | 3      |                  | д-р Фройнд                                                    |
| 1982        | 24 часа дъжд                                                                             |        |                  | директорът на театралната трупа                               |
| 1982        | Най-тежкият грях                                                                         |        |                  | другаря Михалков                                              |
| 1982        | Есенно слънце                                                                            |        |                  | фелдшерът съсед                                               |
| 1981        | Петият от карето                                                                         | 2      |                  | Капасъзов                                                     |
| 1981        | Пришествие                                                                               |        |                  |                                                               |
| 1981        | Кръвта е по-гъста от водата                                                              |        |                  | майор Литън                                                   |
| 1980        | Похищение в жълто                                                                        |        |                  | бащата на Тони                                                |
| 1980        | Илюзия                                                                                   |        |                  | министър                                                      |
| 1980        | Уони                                                                                     |        |                  | наследникът                                                   |
| 1980        | Концерт за флейта и момиче                                                               |        |                  | вуйчо Спас, дядото на Лиляна                                  |
| 1980        | Спилитим и Рашо (тв сериал)                                                              | 20     |                  | лошият цар (в VI серия)/(в XIX серия)                         |
| 1979        | Момчето с окарината (тв сериал)                                                          | 3      |                  | Ян Хус                                                        |
| 1979        | Сами сред вълци (тв сериал)                                                              | 5      |                  | цар Борис III (в 5 серии: I, II, III, IV, V)                  |
| 1979        | Фильо и Макензен (тв сериал)                                                             | 7      |                  | Михаил Фьодорович, учителят по пеене                          |
| 1978        | Войната на таралежите (тв сериал)                                                        | 5      |                  | директорът на училището                                       |
| ?           | Вероятност, равна на нула                                                                | 2      |                  | Джеремая Ноумин                                               |
| 1978        | Масово чудо                                                                              |        |                  |                                                               |
| 1978        | Компарсита                                                                               |        |                  | Митев                                                         |
| 1978        | Чуй петела                                                                               |        |                  | немия                                                         |
| 1978        | Всички и никой                                                                           |        |                  | иманяр                                                        |
| 1977        | Нечиста сила (тв сериал)                                                                 | 3      |                  | отец Игнатий                                                  |
| 1976        | Залутан по пътя                                                                          |        |                  |                                                               |
| 1975        | Чичовци (тв сериал)                                                                      | 4      |                  | боят                                                          |
| 1975        | Крепостта на безсмъртните                                                                |        |                  | падре Бенедиктус                                              |
| 1975        | Чичовци                                                                                  | 2      |                  | боят                                                          |
| 1975        | Мечтател                                                                                 |        |                  | Лозев                                                         |
| 1975        | Незабравимият ден                                                                        |        |                  |                                                               |
| 1975        | Магистрала                                                                               |        |                  |                                                               |
| 1974        | Иван Кондарев                                                                            | 2      |                  | комунист                                                      |
| 1973        | Зелена слънчева пътека                                                                   |        |                  | барон Мюнхаузен                                               |
| 1973        | Най-добрият човек, когото познавам!                                                      |        |                  | директорът на вечерното училище                               |
| 1973        | Последна проверка (тв сериал)                                                            | 12     |                  | Рихтер                                                        |
| 1973        | Дъщерите на началника                                                                    | 2      |                  | учителят                                                      |
| 1973        | Зелена слънчева пътека                                                                   |        |                  | Карл                                                          |
| 1971 – 1972 | Това спокойно всекидневие (тв сериал)                                                    | 3      |                  | г-н Стенли                                                    |
| 1971        | Демонът на империята (тв сериал)                                                         | 10     |                  | бай Теофил (в X серия)                                        |
| 1969, 1971  | На всеки километър (тв сериал)                                                           | 26     |                  | гестаповецът (в IV серия, 1969)                               |
| 1968        | Мъже в командировка                                                                      | 3 нов. |                  | Бончо Михов (във 2-та: „Гост“)                                |
| 1967        | С пагоните на дявола (тв сериал)                                                         | 5      |                  |                                                               |
| 1964        | Между релсите                                                                            |        |                  | агент                                                         |
| 1960        | Бъди щастлива, Ани!                                                                      |        |                  |                                                               |

## Роли в дублажа
- „Малката русалка“ – Гримсби, 2006
- „Хари Потър и Философският камък“ – Албус Дъмболдор, 2002
- „Хари Потър и стаята на тайните“ – Албус Дъмболдор, 2003
- „Хотел Трансилвания 3: Чудовищна ваканция“ – Граф Влад, 2018